# Jure Petric
Jure Petric slovenski nogometaš, * 23. marec 1991, Novo mesto.

## Življenjepis
Jure prihaja iz vasi Trnovec pri Metliki. Z nogometom se je začel ukvarjati z osmimi leti pri klubu NK Kolpa iz Metlike. Igra v obrambi na položaju centralnega  branilca. Trenutno igra za   NK Krško v slovenski prvi ligi.  Doslej je v 1.SNL zbral trinajst nastopov.